# Cuina tibetana

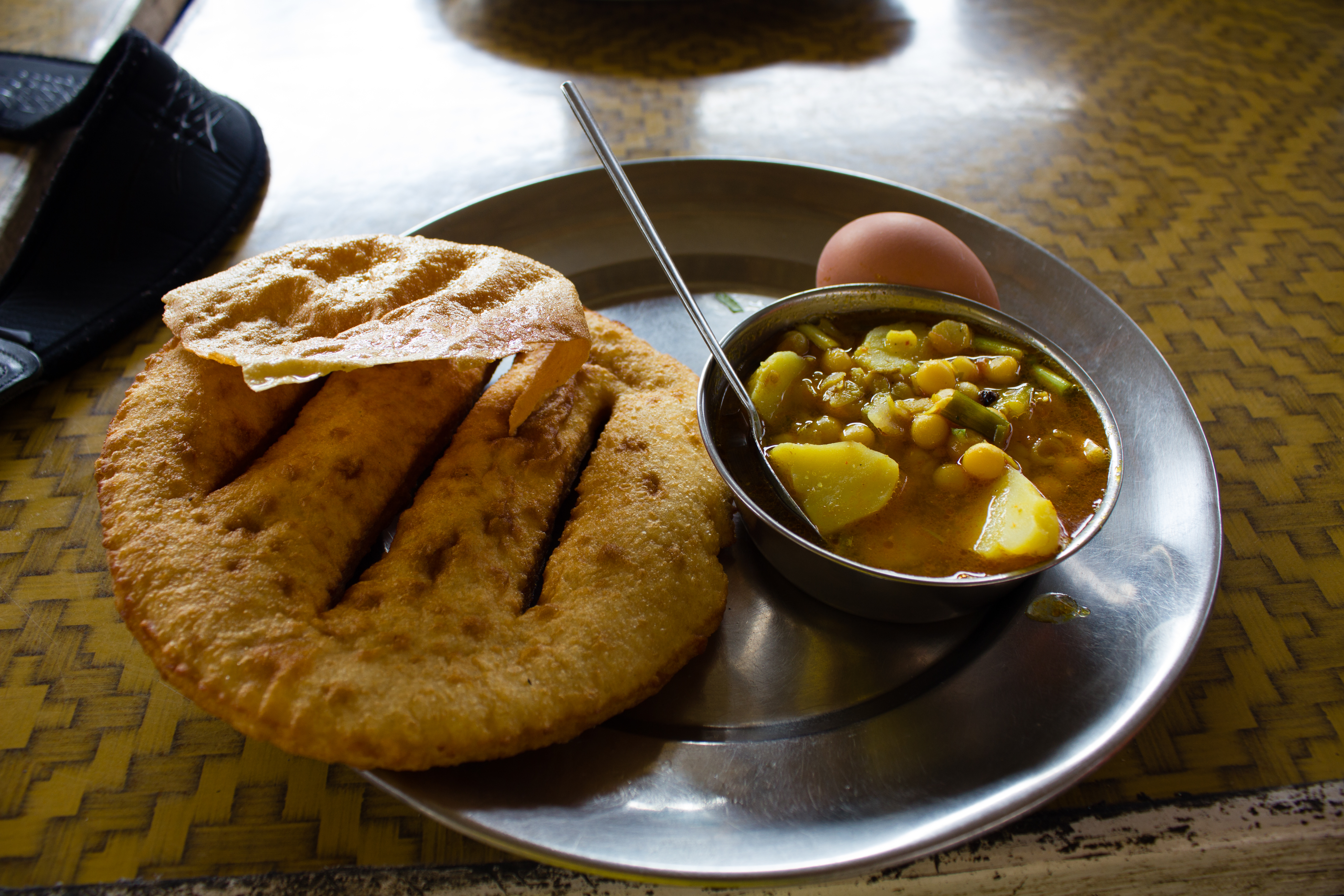
Un esmorzar tibetà senzill

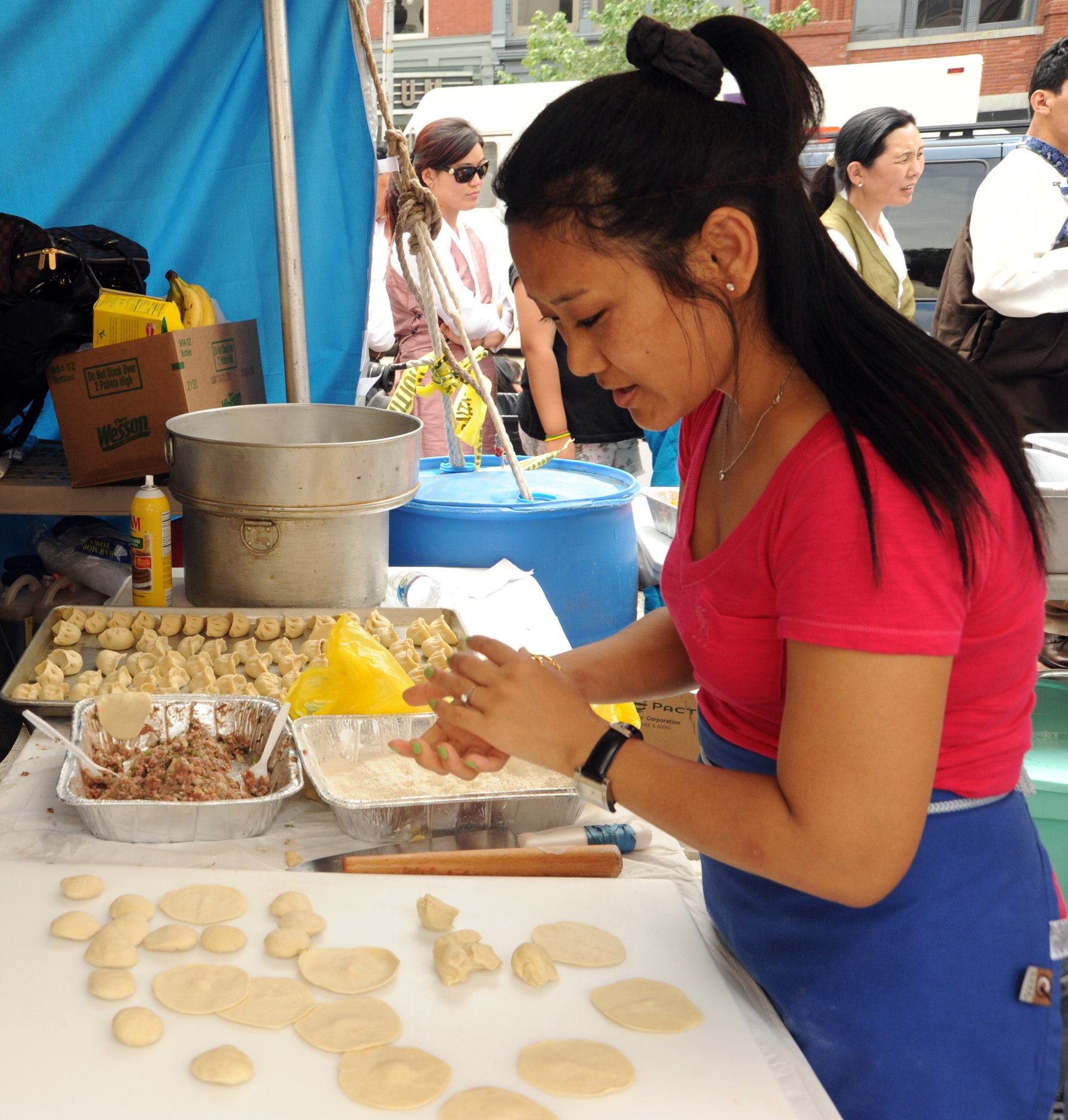
Una dona tibetana fent momos en una reunió als EUA

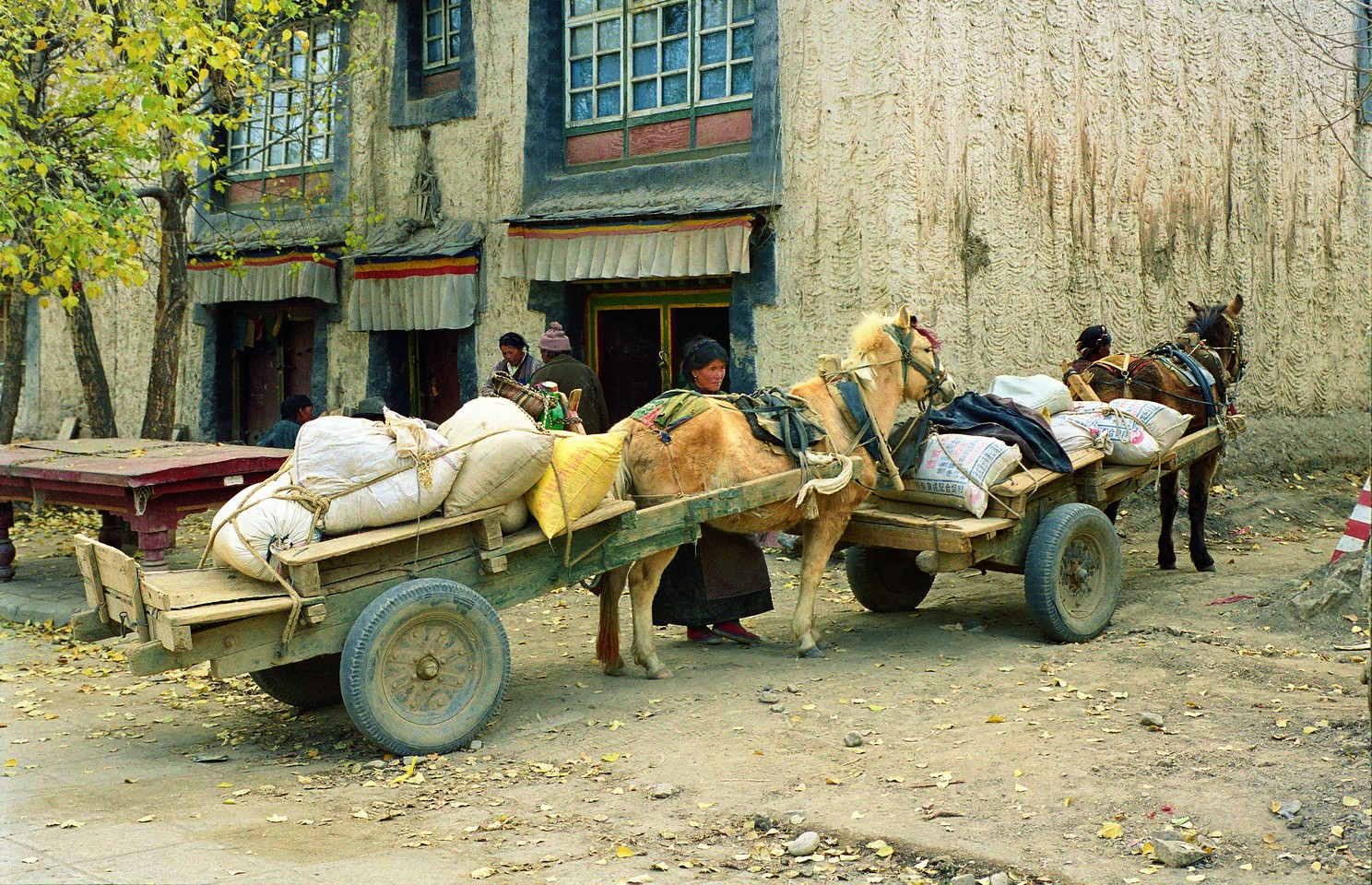
Enviament de gra d'ordi, un aliment bàsic. Es rosteix i es tritura en pols per fer una farina

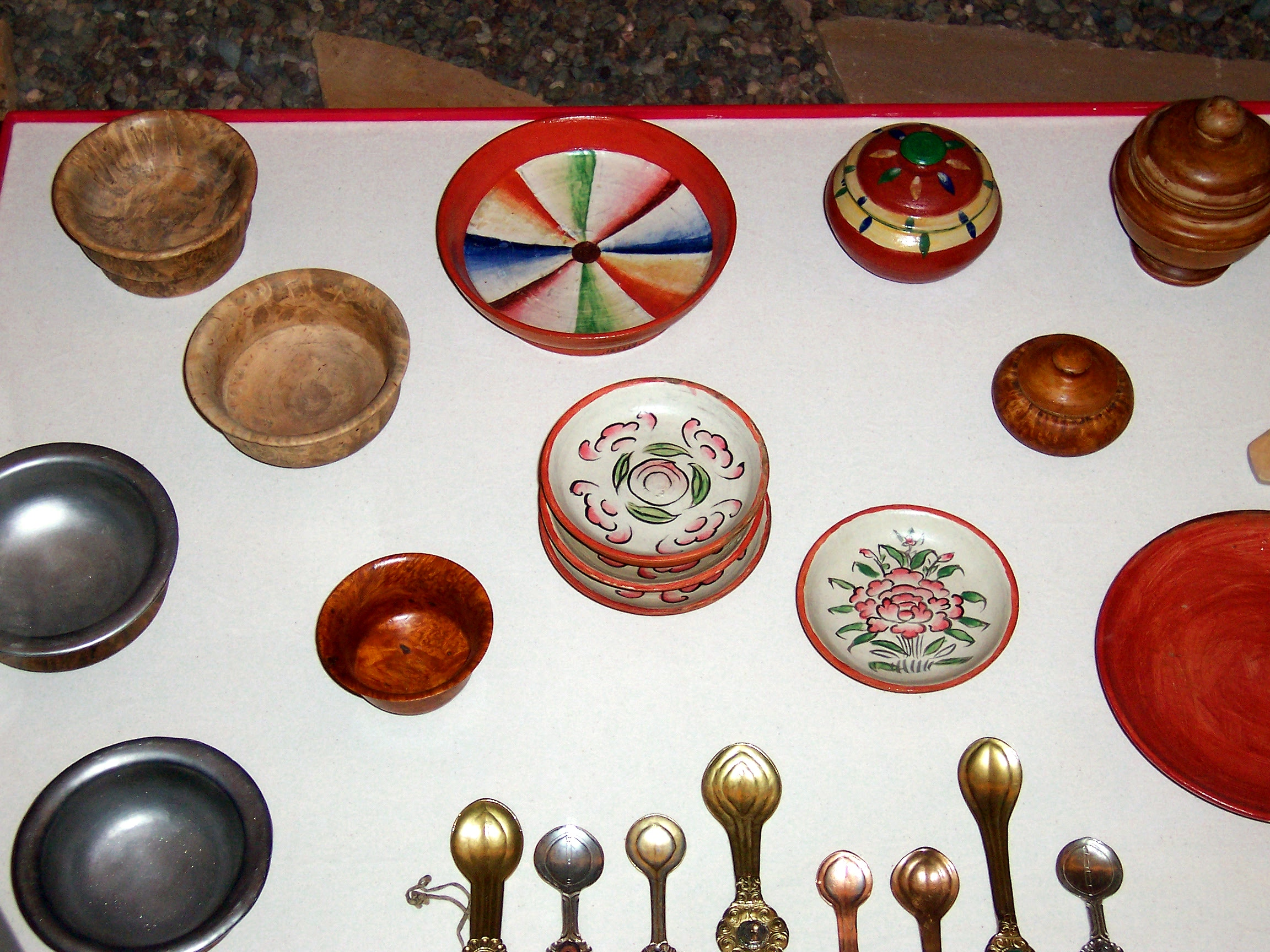
Bols i culleres tibetans, Museu Field d'Història Natural

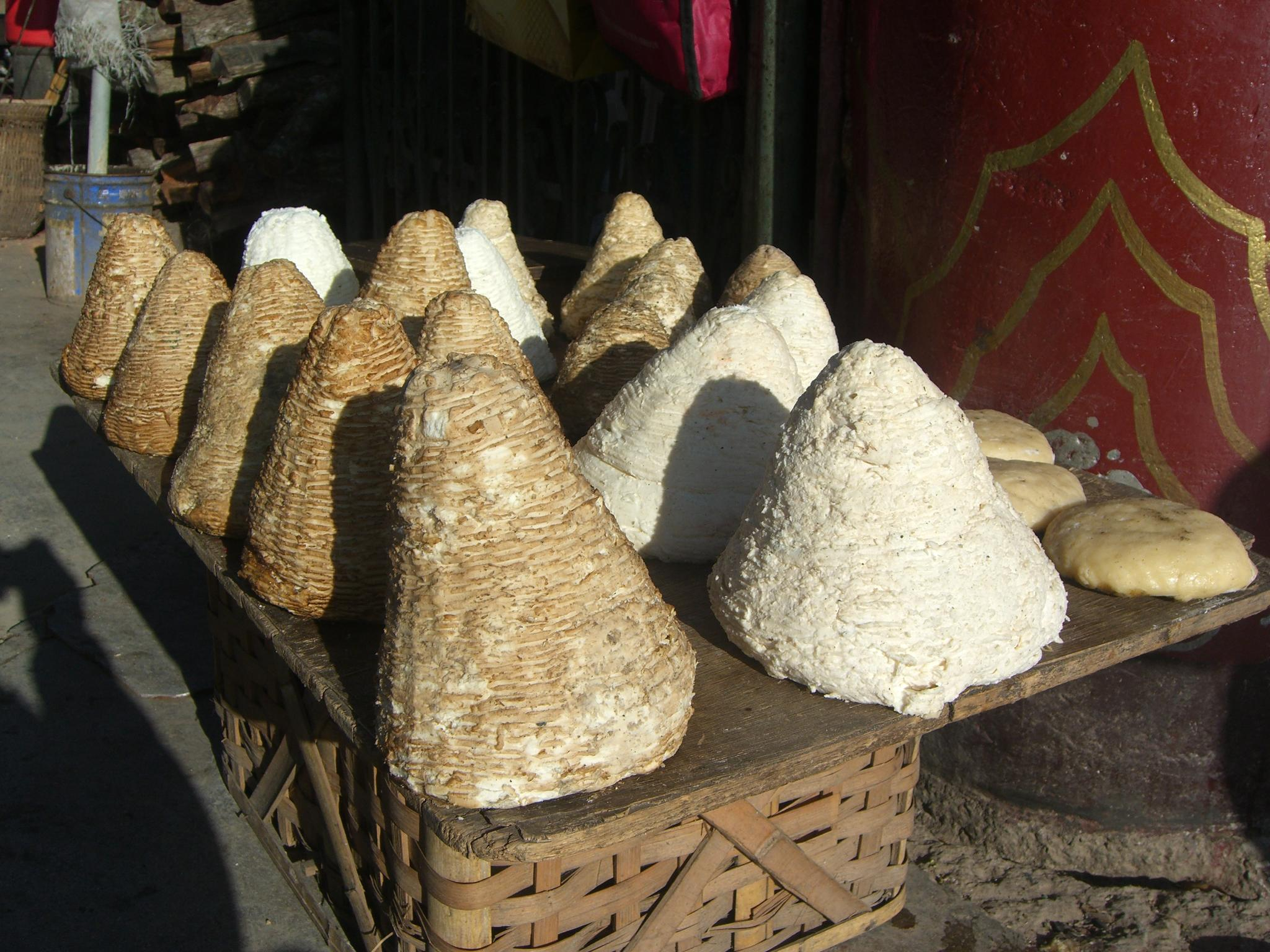
Exemples de formatge tibetà al mercat de Zhongdian

La cuina tibetana inclou les tradicions i pràctiques culinàries dels pobles del Tibet. La cuina reflecteix el paisatge tibetà de muntanyes i altiplans i compta amb influències dels pobles veïns: inclosos l'Índia i el Nepal, on habiten molts tibetans. És conegut pel seu ús de fideus, cabra, iac, xai, boles de massa, formatge (sovint llet de iac o de cabra), mantega, iogurt (també d'animals adaptats al clima tibetà) i sopes. El vegetarianisme ha estat debatut pels religiosos des del segle xi, però no és freqüent a causa de la dificultat de conrear hortalisses i les tradicions culturals que promouen el consum de carn.
Els cultius han de poder créixer a gran alçada, encara que algunes zones es troben a una altitud prou baixa per conrear cultius com l'arròs, les taronges, els plàtans i les llimones. El cultiu més important és l'ordi. La farina mòlta d'ordi torrat, anomenada tsampa, és l'aliment bàsic del Tibet, així com la Sha phaley (carn i col amb pa). Balep és el pa tibetà que es menja per esmorzar i dinar. Es consumeixen altres tipus de pa de balep i pastissos fregits. Thukpa és un element bàsic del sopar que consisteix en verdures, carn i fideus de diverses formes en brou. La cuina tibetana se serveix tradicionalment amb escuradents de bambú, en contrast amb altres cuines del Himàlaia, que es mengen a mà. Les llavors de mostassa es conreen i figuren molt en la seva cuina.
Fora del Tibet, la cuina tibetana es consumeix als estats indis de Ladakh, Sikkim i Arunachal Pradesh, regions del nord del Nepal com Mustang i les comunitats de la diàspora tibetana.
A les ciutats i pobles tibetans més grans, en l'actualitat molts restaurants serveixen menjar a l'estil de Sichuan. Les importacions occidentals i els plats de fusió, com ara el iac fregit i les patates fregides, també són populars. No obstant això, molts petits restaurants que serveixen plats tradicionals tibetans persisteixen tant a les ciutats com al camp.

## Cultura alimentària

### Estris de cuina
Els tibetans utilitzen olles, paelles, llaunes, olles de vapor i caixes fetes amb diversos materials. Les dones tibetanes porten grans recipients de fusta, que poden contenir fins a 25 litres, per anar a buscar aigua un cop al dia. Tornant a casa, aboquen l'aigua en llaunes de coure incorporades que tenen una capacitat de més de 100 litres. Als fogons s'usen olles de ferro o llautó. Tradicionalment, les paelles eren estris poc emprats, però cada cop són més populars. Les caixes de fusta tenen com a objectiu l'emmagatzematge de tsampa, mantega i formatge. Els tibetans tenen cistelles elaborades amb tapes a joc per emmagatzemar fruites seques, arròs i sucre. Quan viatgen, s'emporten les cistelles per emmagatzemar carn seca i formatge. Al sud del Tibet, els morters són indispensables per aixafar els xilis.

### Vaixella
La vaixella tibetana es fa tradicionalment amb fusta, però de vegades s'utilitza argila lacada. Segons la tradició local, aquesta artesania es va transmetre per generacions. Aquells que podien permetre's el luxe de fer-ho van comprar bols de porcellana d'alta qualitat d'altres llocs. En temps més moderns, s'incorporen altres tipus de porcellana de la Xina o d'altres llocs. De la mateixa manera, els escuradents eren fets per la família o importats de les regions boscoses del sud. La noblesa emprava escuradents d'ivori amb adorns de plata. Les culleres són indispensables per a la majoria de plats. Els pobres i els nens els portaven al coll per permetre un accés constant i fàcil. De vegades es fan servir ganivets per menjar fruites. Els tibetans també fan servir petits bols de sopa, mentre que els rics feien servir bols d'or i plata.

## Te
Les tasses de te de vegades es porten al plec abdominal de la Chuba, un vestit tradicional. Les tasses de te de fusta fetes amb fusta dzabija es consideren especialment fines. Tenen una superfície llisa, una veta impressionant i estan fetes amb una forma equilibrada, que es relaciona amb la composició de la fusta en brut. Són còmodes de subjectar. Les tasses són cares i la majoria no se les poden permetre. Les luxoses tasses de te sovint tenen una capa de plata a l'interior, que pretén facilitar-les la neteja. La noblesa i els alts lames utilitzaven suports i tapes que estaven ornamentades amb motius mitològics. Les tapes s'empren per preservar l'olor del te. Les tasses més precioses enviades des d'altres províncies estan fetes de jade blanc. No tenen nanses. Les millors tasses de te estan fetes de metall o plata, que només es fan servir quan hi ha convidats i els dies de festival. Els argenters de Derge són coneguts pels seus exquisits jocs de te. Les teteres solen estar fetes de fusta o argila, mentre que les millors es fan amb metalls ricament ornamentats com el coure o el llautó.
El Dongmo és un cilindre de mescla de te utilitzat per fer te amb mantega tibetà. Sol tenir un volum d'uns 4 litres i està fet de fusta adornada amb llautó. Es posa una batedora en un forat a la part superior del Dongmo i, amb 15-20 moviments verticals, el te de mantega s'emulsiona.

### Cuines monàstiques
Els monjos tibetans són autosuficients. Cuinen per ells mateixos i recapten diners resant pels agricultors i nòmades o fent rituals pel benestar de les famílies. A les cuines dels monestirs s'utilitzen olles grans per fer sopes. Durant els descansos dels estudis religiosos, els monjos reben te i sopa. Els monjos novells passegen per les files i aboquen te des de teteres ricament decorades.

## L'etiqueta
L'amabilitat, l'hospitalitat, la generositat i el desinterès, derivats dels principis del budisme tibetà, són la base de l'etiqueta local. El comportament que és egocèntric o egoista es considera inadequat, i ajudar/donar suport als altres està idealitzat. Combinat amb la seva creença en el Karma: tot el que passa a la vida té una font en accions comeses en el passat, processa fàcilment una pèrdua, malaltia o desgràcia gran, ja que creuen que això els alleuja dels efectes d'accions passades.
Els convidats són testimonis d'aquesta actitud. En arribar, un convidat rep una Khata -una bufanda de seda blanca- que simbolitza l'alegria per la visita i la reverència per al convidat. Després d'entrar, la comoditat i el benestar de l'hoste es cuiden en tots els sentits, inclosa la cuina. Es pot oferir te al convidat, però en comptes d'acceptar immediatament, culturalment s'espera que el convidat declini educadament: el convidat també ha de ser exemplar. Sense dubtar-ho, l'amfitrió (habitualment la dona de la casa) serveix immediatament el te. L'amfitrió aboca i entrega la copa amb les dues mans en senyal de respecte. En el protocol comú, el convidat només pren un petit glop abans de deixar la tassa. L'amfitrió omplirà la tassa i demanarà al convidat que torni a beure. Això es repeteix dues vegades més abans que el convidat buidi la tassa lentament. Si el convidat deixa la tassa plena sense beure, això es considera un senyal de satisfacció. Sense demanar-ho, s'emportarà la copa i sovint se li oferirà Chang (cervesa d'ordi). A la taula, s'espera que els individus s'asseguin amb les cames creuades, i es considera descortès estirar les cames. A més, mai s'ha de passar per sobre de parts del cos d'un altre. Els pastissos es poden servir amb te. Si se li ofereix un àpat, el convidat es pot negar educadament al principi. Després de l'oferta posterior, l'amfitrió pot esbrinar què vol el convidat.
L'objectiu de cada amfitrió és crear un ambient relaxat i donar alegria i plaer.

## Plats

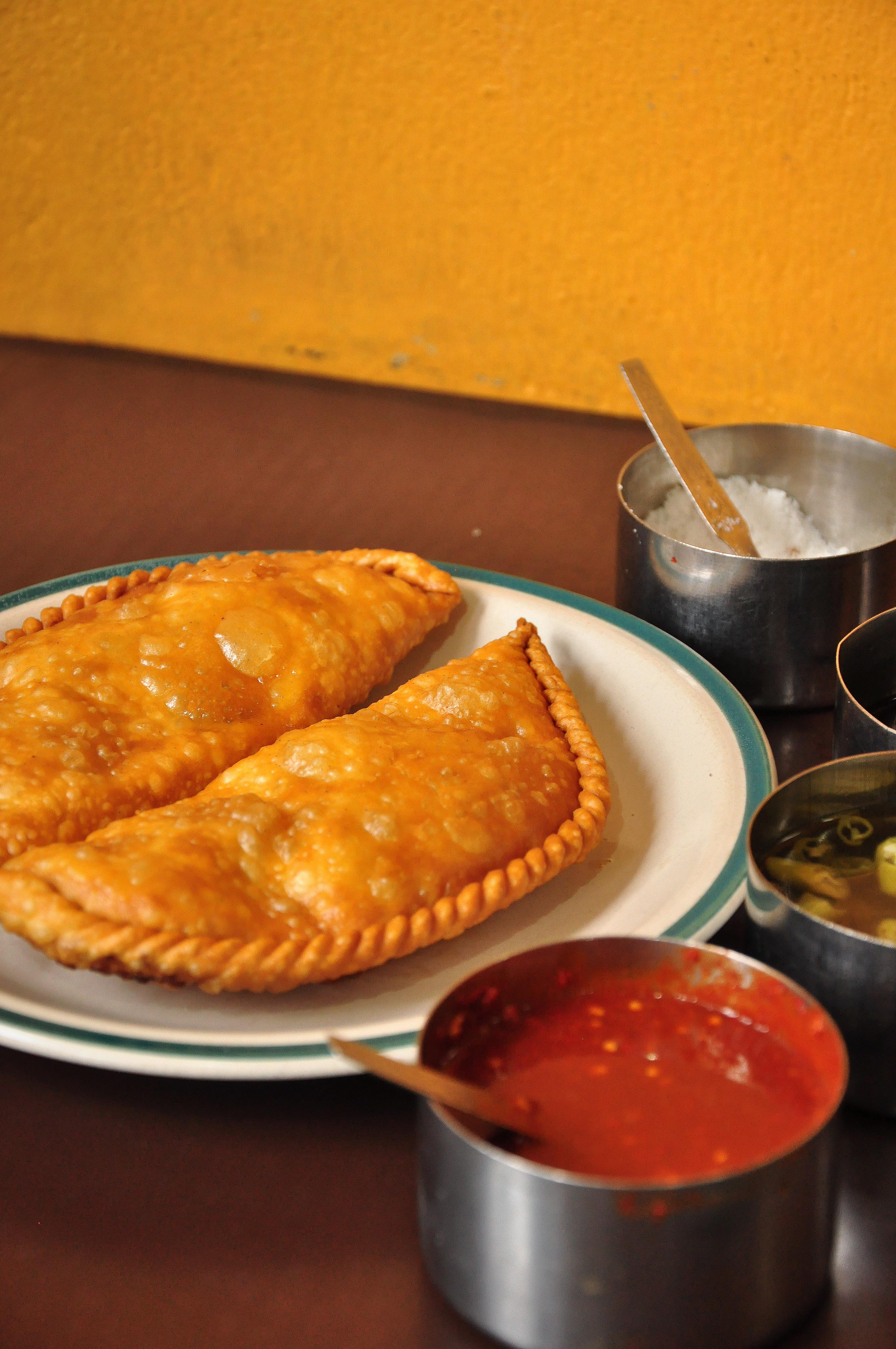
Aperitiu tibetà Sha Phaley al Nepal

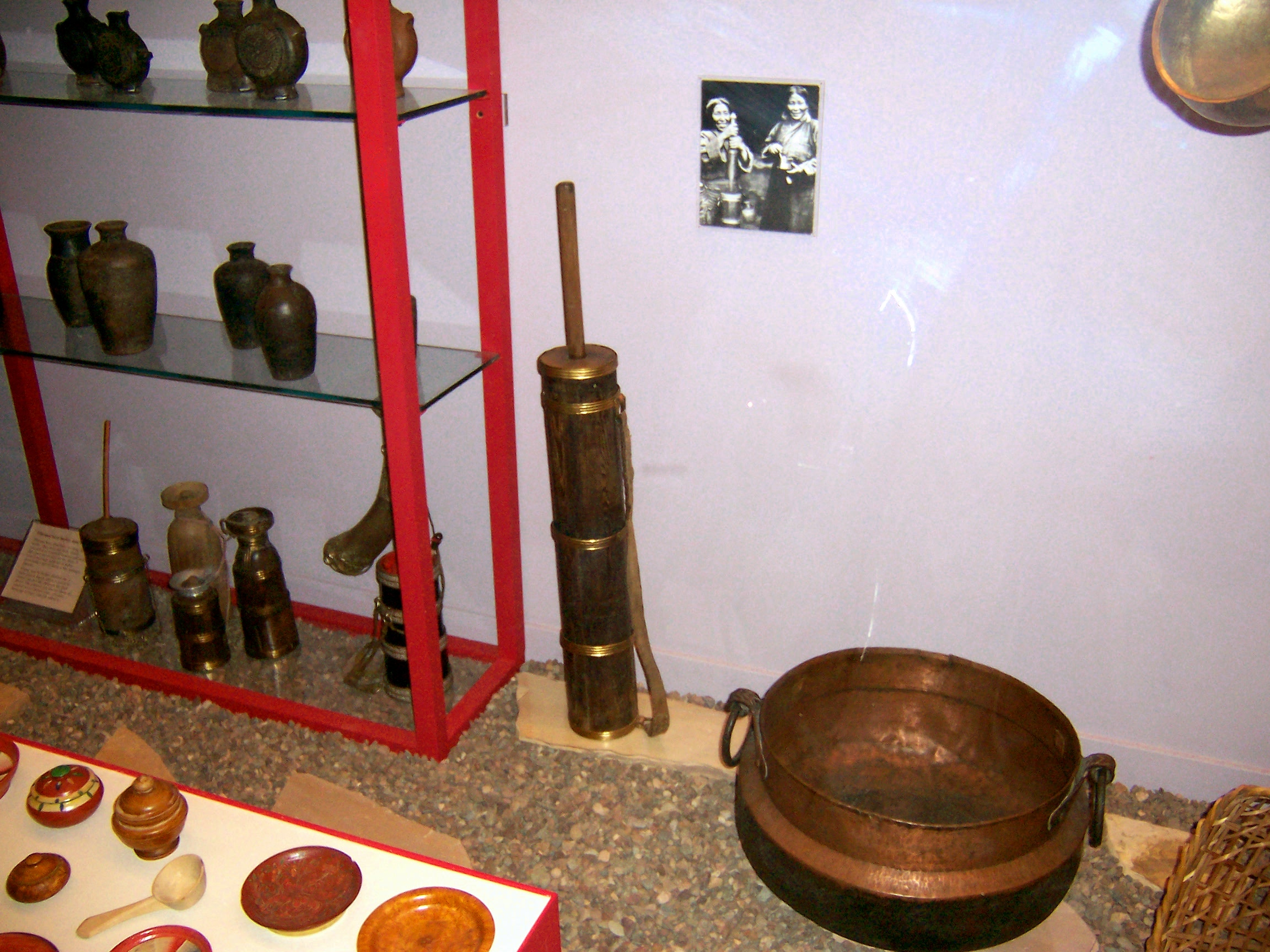
Articles de cuina tibetanes que inclouen una petita manteguera amb corretja per a l'espatlla, adequats per a la vida nòmada, olles, bols i culleres

Els aliments tibetans característics són els següents: El Shab Ta es carn sofregida amb api, pastanagues i xili verd fresc. La Gyurma (Juema) és una botifarra amb sang de iac o d'ovella i farina d'ordi rostida o arròs com a farciment. Els Dtowa Katsa són callos guisats, amb curri, fonoll, glutamat monosòdic i sal. El Lunggoi Katsa és cap d'ovella guisat amb curri, fonoll, glutamat monosòdic i sal.
També hi ha altres plats que cal tenir en compte: El Xogoi Momo és un tipus de momo amb puré de patata de massa, en forma de boles, amb un farcit de carn picada, servit amb pa ratllat. El Cheser Mog,és arròs, amb mantega de iac fosa, sucre moreno, panses i sal. El Zhoima Mogu es basa en és ginseng salvatge, amb mantega de iac fosa i sucre.El Chexo és un plat d'arròs, fet amb iogurt. El Gyatog es basa en fideus, com els de la varietat Han, fets amb ous, farina i sopa d'ossos. El Xabbatog és una massa farcida de naps ratllats i formatge mató sec i cuinada amb sopa d'ossos.El Qoiri és un guisat de costelles de xai, fet amb farina, blat ratllat, bitxos, formatge mató sec, aigua i sal. El poble Monpa del sud-oest del Tibet sovint hi afegeix un formatge més fort i amb més ingredients com bolets i fongs silvestres. El Léphing és un plat picant de fideus amb mongeta mung venut per venedors ambulants -menjar de carrer.

### Pans i aliments de massa fregits
El Sha Phaley: pa farcit de vedella condimentada i col, que després es fa en formes semicirculars o circulars i que, segons les variacions regionals, fregeix a la paella com adhesius d'olla. El Balep korkun és un pa central tibetà cuinat en una paella en lloc del forn. El Tingmo és un tipus de pa al vapor, com una versió més pesada del baozi xinès Han.El Papza Mogu són boles de massa amb mantega fosa, sucre moreno i formatge mató sec. Tenen un gust agredolç i són de color vermell. El Gong'a Momo és una massa fregida feta amb ous i farina i farcida de pasta de carn.El Xab Momo és un pa, generalment al forn o al vapor, farcit de carn de vedella.El Chetang Goiche són tires de massa, fregides amb oli de colza i sucre moreno. El Samkham Papleg és un plat de massa fregida amb mantega de iac o oli de colza. El Gyabrag és un pancake, fet amb farina d'ordi, mantega de iac, formatge mató sec i sucreEl Xab Pagri és una empanada, generalment de massa al forn, farcida de pasta de carn. El Sokham Bexe és una massa fregida, amb mantega i carn picada. Es considera que és un dels plats favorits del Dalai Lama i del Panchen Lama.

### Sopes
La Thenthuk és un sopa de clima fred feta amb fideus i verdures. El De-Thuk: un tipus de pasta que inclou brou de iac o ovella juntament amb arròs, diferents tipus de formatges tibetans. Similar al porridge d'arròs cantonès.El Tsam-thuk: un tipus de pasta que utilitza brou de iac o ovella i farina d'ordi rostida, així com una varietat de formatges tibetans.El Thukpa bhatuk: una sopa tibetana senzilla de fideus feta amb petits fideus bhasta

### Postres i dolços
Pel que fa a la rebosteria també hi ha força varietat: El Tu és un pastís de formatge fet amb mantega de iac, sucre moreno i aigua.El Masan és un postre fet amb tsampa, formatge sec o mató, mantega de iac, sucre moreno i aigua. La Yurla és una pastisseria de blat amb mantega, especialment comú al comtat de Nyainrong al nord del Tibet. El Zhoixo és un plat fet amb ginseng salvatge juntament amb iogurt.El Day-see és un plat dolç tibetà amb arròs cuit en mantega sense sal i barrejat amb panses, droma (arrel en forma de carabassa trobada), dàtils i fruits secs. Aquest plat sol servir només el Losar (Any Nou tibetà).El Khapsey són galetes tibetanes que es fregeixen i es fan durant celebracions com l'Any Nou tibetà o en els casaments. Els Khapseys es fan amb moltes formes i textures diferents. Algunes s'escampen amb sucre en pols, mentre que altres formes com les khapseys amb forma d'orella d'ase s'utilitzen per a la decoració. El Thue és un pastís ensucrat fet amb mantega i cursi que es menja al Losar i altres ocasions especials, com ara casaments o la festa del Shodon.

### Plats de festivitats
El Gyaho és una olla calenta de fideus, kombu, bolets, mandonguilles, brots de bambú i sal. Té un significat especial, generalment menjat pels monjos grans durant les cerimònies importants. El Gundain és un tipus de pastisseria feta amb gra d'ordi i llevat (fermentat en una cervesa lleugera d'ordi), amb tsampa, formatge mató sec, ginseng salvatge i sucre moreno. Aquesta pastisseria se serveix sovint com entrant durant l'Any Nou tibetà, també conegut com a Losar. El Guthuk i el Changkol es mengen tradicionalment també abans de Losar. El Khapse són pastissos per a Losar anomenats nyapsha

## Formatges, iogurt i mantega

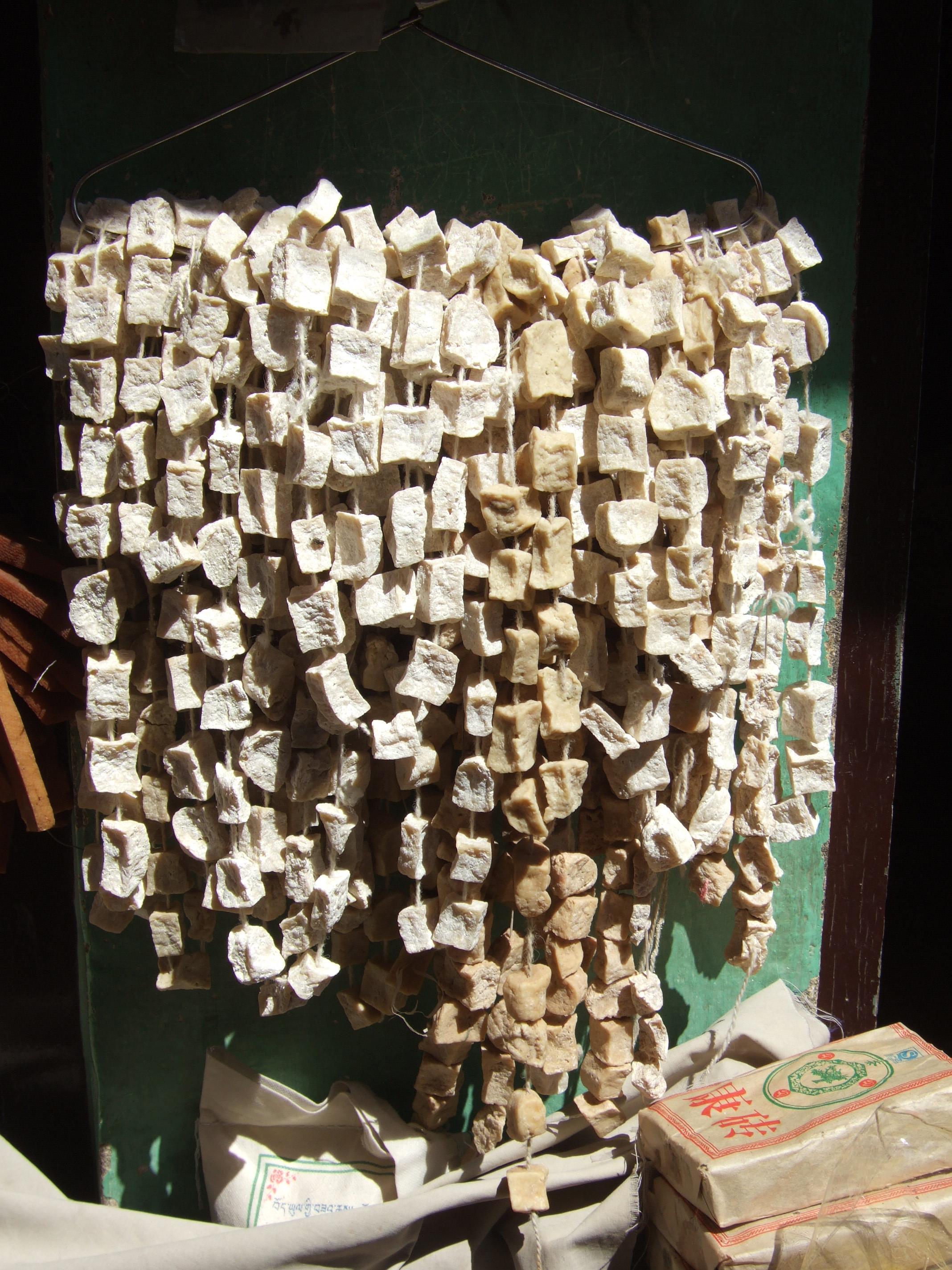
Un tipus de formatge tibetà

Els formatges tibetans, el iogurt i la mantega són bàsics. Les varietats inclouen mató de formatge suau que s'assembla al formatge fresc elaborat amb llet de mantega anomenada chura loenpa (o ser). El formatge dur s'anomena chura kampo. El formatge extra dur, elaborat amb iogurt solidificat, s'anomena chhurpi, i també es troba a Sikkim i Nepal. També es menja un altre tipus de formatge anomenat shosha o shosha, amb un sabor que es diu que s'assembla al Limburger. Està fet de nata i pell de llet.

## Begudes
La majoria dels tibetans beuen moltes tasses de te de mantega de iac diàriament. El te Jasmine es pot disposar a vegades.
| « | El Te de maó s'elabora amb mètodes només llunyans relacionats amb els empleats a la Xina o Sri Lanka (Ceilan). Quan l'aigua bull, s'hi esmicola un bon grapat del material i es deixa coure entre cinc i deu minuts, fins que tota la infusió quedi tan opaca que sembla gairebé negra. En aquesta etapa s'afegeix un polsim de sal; els tibetans sempre posaven sal, mai sucre, al seu te. M'han dit que de vegades afegeixen una mica de soda, per tal de donar un to rosat a la beguda, però mai ho vaig veure fer a Sikang. En canvi, molt poques vegades beuen te sense mantega. Si esteu a casa, buideu la cassola en un gran bol de fusta, colant el te a través d'un colador fet de canya o crin de cavall. A continuació, hi deixeu caure un gran tros de mantega i, després de remenar-lo enèrgicament, aquesta cervesa es transfereix a una enorme tetera de coure i es posa a un braser per mantenir-la calenta. Quan viatgeu, normalment no us porteu una molla, així que cadascú omple el seu bol de fusta amb te, treu un tros de mantega d'una cistella, el posa al bol, remena suaument la barreja amb el dit i, finalment, beu el te. | » |

El te de mantega és la beguda nacional. És ideal en les condicions climàtiques i geogràfiques extremes de l'altiplà tibetà pel seu alt contingut en mantega.Tot i que el te de mantega és el te més popular, el te negre també és força popular.
El gessamí creix al Tibet oriental. Molt probablement, els tibetans van prendre te de gessamí absorbit de l'esfera cultural xinesa Han.
El te d'espècies és molt popular entre els exiliats que viuen a l'Índia i al Nepal. És gairebé desconegut al Tibet. Molt probablement, va ser adoptat de la cultura índia.
Dara és la paraula tibetana per a sèrum de mantega. Es refereix a la beguda de iogurt. També s'utilitza per a lassi indi.

### Begudes alcohòliques
Tradicionalment, el budisme tibetà prohibia el consum de begudes alcohòliques. Cervesa principalment d'ordi, però també s'utilitza l'arròs, el blat, el blat de moro, la civada i el mill. El Chang es consumeix a través d'una fina palla de bambú.
Les begudes alcohòliques que consumeixen:
- Cervesa
- Chang, una cervesa feta generalment d'ordi
- Pinjopo, un vi d'arròs
- Ara, alcohol de gra destil·lat o fermentat

## Ingredients
L'ordi ha estat un aliment bàsic des del segle V dC. Es converteix en un producte fariner anomenat tsampa que encara és un element bàsic. La farina es rosteix i es barreja amb mantega i te de mantega per formar una massa ferma que es menja en petites boles.